# Talisia pinnata
Talisia pinnata är en kinesträdsväxtart som först beskrevs av Ruiz & Pav., och fick sitt nu gällande namn av Ludwig Radlkofer. Talisia pinnata ingår i släktet Talisia och familjen kinesträdsväxter. Inga underarter finns listade i Catalogue of Life.